# 야크 우드매에
야크 우드매에(에스토니아어: Jaak Uudmäe, 1954년 9월 3일~)는 에스토니아의 육상인으로 주 종목은 멀리뛰기와 세단뛰기이다. 야크 야코비치 우드먀에(러시아어: Яа́к Яа́кович Уудмя́э)라는 러시아어식 이름으로도 알려져 있으며 소련 국가대표로 1980년 하계 올림픽에서 남자 세단뛰기 부문 금메달을 획득했다.

## 생애
야크 우드매에는 1954년 에스토니아 SSR의 수도 탈린에서 태어나 1972년에 타르투 제8학교를 졸업한 후 1979년 에스토니아 농업 아카데미 경제학부를 졸업했다.
제8학교 9학년때인 1969년에 안츠 쿠시크의 지도를 받으며 운동을 시작했으며, 1972년부터 1977년까지 아르보 릴레스티크의 지도를 받았다. 1975년 에스토니아 SSR 실내 육상 선수권 대회에서 세단뛰기 부문 우승을 차지하며 두각을 드러냈으며, 1977년에 소련 국가대표로 발탁되었다. 같은 해 3월 스페인 산세바스티안에서 열린 1977년 유럽 실내 선수권 대회에 참가하여 첫 국제 대회에 출전했다. 그는 이 대회 세단뛰기에서 16.46m를 기록하며 대표팀 동료인 빅토르 사네예프의 뒤를 이어 은메달을 획득했다.
1979년 2월 오스트리아 빈에서 열린 1979년 유럽 실내 선수권 대회에 참가하여 세단뛰기에서 16.91m의 기록을 세워 대표팀 동료인 겐나디 발류케비치와 아나톨리 피스쿨린의 뒤를 이어 동메달을 획득했다. 같은 해 9월에는 멕시코 멕시코시티에서 열린 1979년 하계 유니버시아드에 소련 국가대표로 참가해 17.20m의 기록을 세워 미국의 윌리 뱅크스의 뒤를 이어 은메달을 획득했다. 이 업적으로 우드매에는 1979년 올해의 에스토니아 스포츠 선수로 선정되었다.
1980년 3월 서독 진델핑겐에서 열린 1980년 유럽 실내 선수권 대회에 참가하여 16.51m의 기록으로 헝가리의 버코시 벨러의 뒤를 이어 은메달을 획득했다. 같은 해에 올림픽 국가대표로 발탁되어 7월 모스크바에서 열린 1980년 하계 올림픽에 참가하였다. 그는 세단뛰기 예선전에서 16.69m를 기록하여 전체 4위로 결선에 진출했고, 결승에서 17.35m의 기록을 세우며 대표팀 동료인 사네예프와 브라질의 주앙 카를루스 지 올리베이라를 누르고 금메달을 획득했다. 그러나 이 경기의 당시 심판진 모두 소련인으로 구성되어 형평성 논란이 있었다. 그리고 판정 논란도 야기되어 당시 3위를 한 브라질의 올리베이라와 5위를 한 오스트레일리아의 이언 캠벨 측에서 판정이 잘못되었다고 이의를 제기하기도 했다. 그러나 경기 결과는 번복되지 않았고 금메달은 우드매에의 것으로 확정되었다. 우드매에는 이 업적으로 그 해의 에스토니아 스포츠 선수로 선정되었고, 그의 코치인 얀 위르겐손도 올해의 소련 코치로 선정되었다.
1981년 8월에는 1981년 유러피언컵 세단뛰기에 소련 국가대표로 참가하였고, 16.97m의 기록으로 영국의 애스턴 무어와 유고슬라비아의 밀로시 스레요비치를 제치고 우승을 차지했다. 같은 해 9월에는 월드컵에 출전했다. 그는 세단뛰기에서 16.83m을 기록하여 1980년 올림픽 동메달리스트인 브라질의 올리베이라와 중화인민공화국의 쩌우전셴, 미국의 뱅크스의 뒤를 이어 4위를 기록했다. 1983년에는 헝가리 부다페스트에서 열린 1983년 유럽 실내 선수권 대회에 참가하였으며, 16.56m의 기록으로 5위로 대회를 마쳤다. 이 대회 이후로 국가대표에서 은퇴했으며, 1980년대까지 에스토니아 SSR 지역 대회에 출전했다.
은퇴 후 1987년부터 1990년까지 캐아리쿠에 거주하면서 육상 지도자로 활동했고, 1989년부터 에스토니아 SSR 올림픽 위원회 임원으로 활동하기 시작했다. 소련의 해체 후에도 에스토니아 올림픽 위원회에서 일했으며, 에스토니아 육상 협회를 거쳐 탈린 시의원 등 정계에서도 활동했다.
야크는 멀리뛰기 선수 출신 육상 지도자인 마이에 라츠페라와 결혼했고 둘 사이에 아들 야누스, 야크, 요나스, 멜리스와 딸 메릴륀을 두었다. 이들은 모두 아버지와 어머니의 뒤를 이어 멀리뛰기나 세단뛰기 선수의 길을 걸었는데 특히 장남 야누스는 에스토니아 국가대표 선수로 발탁되어 국제 대회에서 활동했다.

## 같이 보기
- 올림픽 육상 남자 메달리스트 목록